# Abdelaziz Zenagui
Pour l’article homonyme, voir Yassir Zenagui.
Zenagui Abdelaziz (également orthographié Znagui ou Zennaki), né en 1877 à Tlemcen et mort en 1932 dans cette même ville est un homme de lettres algérien. Grand voyageur épris de culture et de sciences, il a commencé et fini sa vie à Tlemcen, ville de ses ancêtres.

## Biographie
Abdelaziz Zenagui a été élève de la médersa de Tlemcen et de la médersa d'Alger à la fin du XIXe siècle. Il est titulaire d’un diplôme de la médersa d’Alger et d’un diplôme d’arabe de l’École des Langues Orientales parisienne, devenue plus tard Langues O. Au début du XXe siècle, il enseigne l'arabe à Paris comme répétiteur aux Langues orientales. Premier Algérien à occuper cette fonction, il prend la suite de répétiteurs égyptiens,. 
Un autre Tlemcénien, Mohammed Merzouk, qui comme lui a suivi un double système d’enseignement traditionnel et occidental y occupera la même position, juste après lui. À Paris, Abdelaziz Zenagui est l'élève et le collaborateur de Maurice Gaudefroy-Demombynes avec qui il effectue différents travaux et recherches dans le domaine de la linguistique, de l'histoire et de la civilisation arabo-islamique. Il est également le collaborateur du marquis de Segonzac qu’il accompagne au Maroc dans une mission scientifique patronnée par la Société de géographie, l’Association française pour l'avancement des sciences et de nombreuses autres sociétés savantes ou industrielles,.
Abdelaziz Zenagui entretient des relations suivies avec les membres de l’intelligentsia française de l’époque, parmi lesquels un bon nombre parle couramment l’arabe et avec qui il converse indifféremment en français ou en arabe. Il fait ainsi des observations sur l’état d’avancement des sciences mais aussi de la société en France. Poète apprécié des maîtres de la musique andalouse de Tlemcen, il compose plusieurs poèmes dont certains peuvent être classés dans le genre poético-musical dit Houzi.

## Faits et actions
Abdelaziz Zenagui a publié plusieurs articles, en français ou en arabe, dont Récit en dialecte tlemcénien dans le Journal asiatique. Ce texte fait de lui un des précurseurs de l’utilisation de l’arabe parlé dans la littérature, les chansons et poèmes et les écrits de la vie courante,,,.
Il a occupé plusieurs postes liés à l’enseignement de la langue et de la littérature arabes, en France à Paris ou en Algérie. En particulier, Abdelaziz Zenagui devient professeur à la médersa de Tlemcen. Avec d'autres intellectuels du Maghreb, il contribue à l'émergence du nationalisme. Il compose de nombreuses poésies qui n'ont pas eu la chance d'être publiées mais qui lui valurent un exil à vie à Paris.

## L'exil à Paris
Abdelaziz Zenagui participe à la défense de la France contre l'Allemagne lors de la guerre 1914-1918. Il en sort indemne. Avec d'autres compagnons il cherche alors à faire évoluer le statut des Algériens, comme cela avait été promis avant la conscription. 
Il est alors suspecté de nationalisme et exilé à Paris. L'exil, la nostalgie, le mal du pays le poussent davantage dans la recherche littéraire et surtout dans la composition de poèmes patriotiques.[Interprétation personnelle ?] À la fin de sa vie, les autorités françaises l'autorisent à revenir dans sa ville natale, Tlemcen, pour y mourir.

## Sources et références
1. ↑  Thomas Brisson, Les Intellectuels arabes en France : Migrations et échanges intellectuels, Paris, La Dispute, 2008, 233 p. (ISBN 978-2-84303-165-6), p. 33-34
2. ↑  Alain Messaoudi, « Les arabisants et la France coloniale. Annexes. 1. Notices biographiques. », ENS Éditions, 2015 (consulté le 1er avril 2021).
3. ↑  Marquis de Segonzac, Au Cœur de l'Atllas : Mission au Maroc; 1904-1905, Paris, Emile LAROSE - Libraire-Editeur, 1910, 797 p.
4. ↑  Almanach Hachette 1907 : Petite encyclopédie populaire de la vie pratique, Paris, HACHETTE, 1907, 432 + LXXXIV, p. 289
5. ↑  Benali El Hassar, Tlemcen‚ cité des grands maîtres de la musique arabo-andalouse, Alger, Éditions Dalimen, 2003 (ISBN 9961-759-07-9)
6. ↑  
Abdelaziz Zenagui, « Récit en dialecte tlemcénien », Journal asiatique,‎ juillet-août 1904, p. 76 (de la page 45 à la page 116) (ISSN 0021-762X, lire en ligne)
7. ↑  Georges Coedès, « Éloge funèbre de M. Maurice Gaudefroy-Demombynes, membre libre résidant de l'Académie », Comptes-rendus des séances de l'Académie des inscriptions et belles-lettres, vol. 103, no 1,‎ 1959, p. 46-60
8. ↑  Abdelaziz Zenagui, « Les Djinns et les Deux Bossus », Revue des Traditions Populaires, vol. 17e année, tome XVII, no 12,‎ décembre 1902, p. 1
9. ↑  Pierre-Jean Rousselot, (1846-1924)., Principes de Phonétique expérimentale, t. 2, Paris, H. Didier, 1908, 612 p.
10. ↑  
Benali El Hassar, « Benali Fekar Homme de plume et de foi », Djazair, no 04,‎ 2003, p. 12-13 (ISSN 1112-3907)